# Deck the Halls (canción de Debby Ryan)
Deck The Halls es el primer sencillo de la cantante y actriz Debby Ryan. Fue lanzado por Walt Disney Records en enero del año 2011 para promocionar la película "The Search Of Santa Paws" .

## Video Promocional
En el video podemos ver a Ryan cuando comienza el video bajando a un sótano a buscar adornos para decorar el árbol de Navidad. También aparecen en el video imágenes de la película. El video termina con Ryan cantando con su banda y el público aplaudiéndola.

## Charts
Esta canción no logró entrar en los charts mundiales, pero tuvo un gran éxito en Radio Disney donde obtuvo el puesto #1 durante varios días del mes de enero.
- Datos: Q5801110